# Esquí de fons als Jocs Olímpics d'Hivern de 1924 - 50 quilòmetres

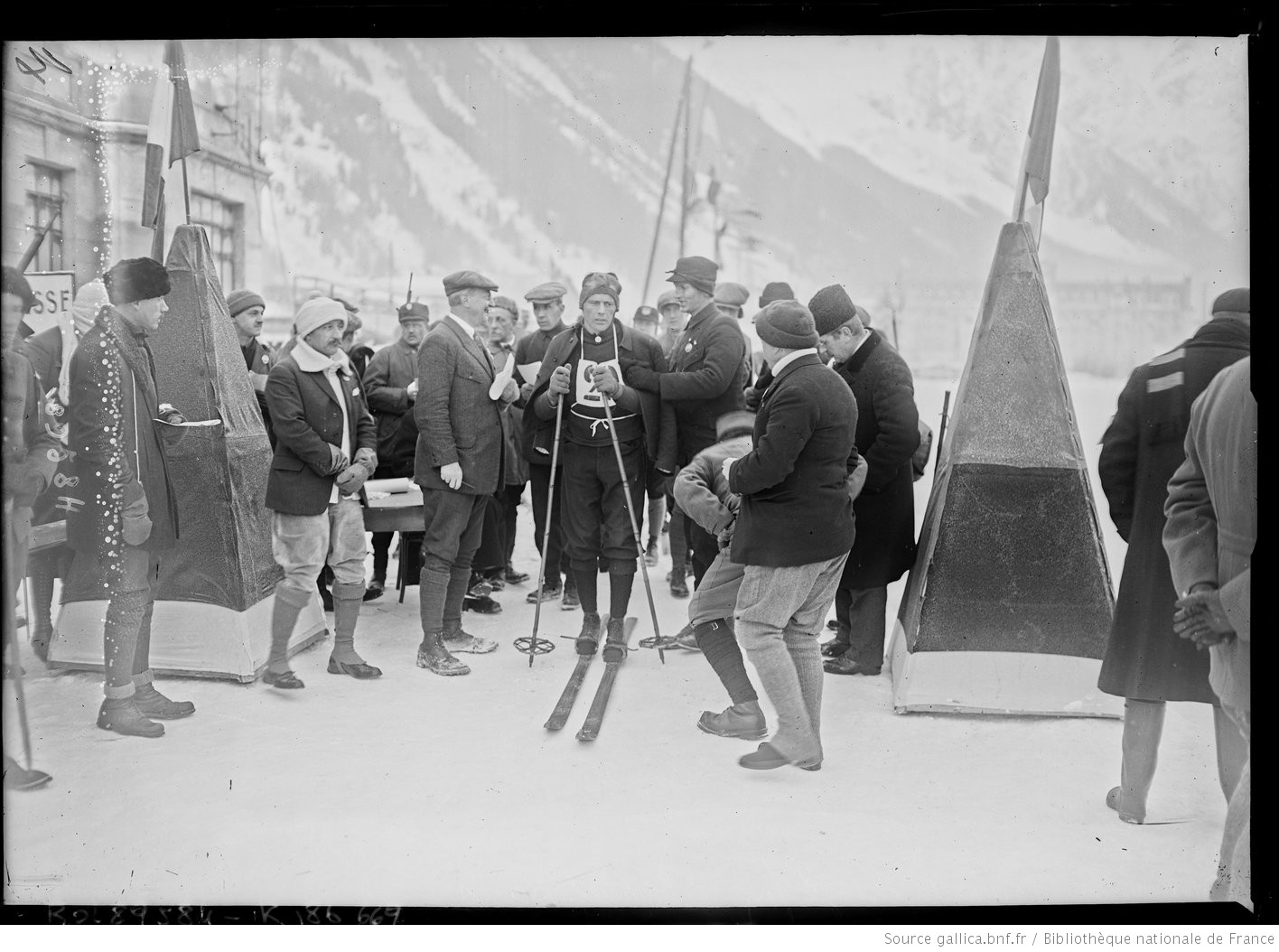
Fotografia del vencedor Thorleif Haug en l'edició de 1924.

En els Jocs Olímpics d'Hivern de 1924 es realitzà una prova de 50 quilòmetres d'esquí de fons que, juntament amb la prova de 18 quilòmetres, formà part part del programa oficial d'esquí de fons als Jocs Olímpics d'hivern de 1924. Aquesta prova es disputà el 30 de gener de 1924 a les instal·lacions d'esquí de fons de Chamonix.

## Participants
Hi participaren un total de 33 esquiadors de fons d'11 comitès nacionals diferents:
| - Finlàndia (4) - França (4) - Hongria (1) - Itàlia (4) |  | - Iugoslàvia (3) - Letònia (1) - Noruega (4) - Polònia (1) |  | - Suècia (4) - Suïssa (3) - Txecoslovàquia (4) |

## Medallistes
| Or            | Plata             | Bronze               |
| Thorleif Haug | Thoralf Strømstad | Johan Grøttumsbråten |

## Resultats
La competició començà a les 8:37 del matí amb André Blusset com a primer participant, i esdevenint Erkki Kämäräinen l'últim en sortir a les 9:09. El primer a arribar a la línia de meta fou Johan Grøttumsbråten a les 12:27:46 i l'últim, Szczepan Witkowski, ho feu a les 3:25:58 de la tarda.
| Lloc | Nom                   | Temps   |
| ---- | --------------------- | ------- |
| 1    | Thorleif Haug         | 3'44:32 |
| 2    | Thoralf Strømstad     | 3'46:23 |
| 3    | Johan Grøttumsbråten  | 3'47:46 |
| 4    | Jon Mårdalen          | 3'49:48 |
| 5    | Torkel Persson        | 4'05:59 |
| 6    | Ernst Alm             | 4'06:31 |
| 7    | Matti Raivio          | 4'07:44 |
| 8    | Oscar Lindberg        | 4'10:50 |
| 9    | Enrico Colli          | 4'31:34 |
| 10   | Giuseppe Ghedina      | 4'27:48 |
| 11   | Vincenzo Colli        | 4'31:34 |
| 12   | Štefan Hevák          | 4'44:58 |
| 13   | Benigno Ferrara       | 4'45:29 |
| 14   | Antonín Gottstein     | 4'45:48 |
| 15   | Edouard Pouteil-Noble | 4'58:27 |
| 16   | André Perrin          | 5'04:16 |
| 17   | Josef Německý         | 5'05:06 |
| 18   | André Médy            | 5'10:44 |
| 19   | Oldřich Kolář         | 5'18:14 |
| 20   | Ferenc Németh         | 6'16:32 |
| 21   | Szczepan Witkowski    | 6'25:58 |
| –    | Per-Erik Hedlund      | NF      |
| –    | Tapani Niku           | NF      |
| –    | André Blusset         | NF      |
| –    | Erkki Kämäräinen      | NF      |
| –    | Simon Julen           | NF      |
| –    | Dušan Zinaja          | NF      |
| –    | Roberts Plūme         | NF      |
| –    | Mirko Pandaković      | NF      |
| –    | Hans Hermann          | NF      |
| –    | Zdenko Švigelj        | NF      |
| –    | Adolf Aufdenblatten   | NF      |
| –    | Anton Collin          | NF      |